# 勒西厄爾鎮區 (密蘇里州新馬德里縣)
勒西厄爾鎮區（英語：Le Sieur Township）是位於美國密蘇里州新馬德里縣的一個行政鎮區。

## 地方資料
勒西厄爾鎮區的面積為128.84平方千米，當中陸地面積為110.34平方千米，而水域面積為18.50平方千米。根據2020年美國人口普查的數據，當地共有人口477人，而人口密度為每平方千米3.7人。